# Antonio del Giudice (nunzio)
Antonio del Giudice (Casoria, 16 aprile 1913 – Baghdad, 20 agosto 1982) è stato un arcivescovo cattolico italiano, diplomatico della Santa Sede e nunzio apostolico.

## Biografia
Nato a Casoria il 16 aprile 1913, fu ordinato sacerdote a Roma nel 1936.
Nel 1940 entrò al servizio diplomatico della Santa Sede e fu assegnato alla delegazione apostolica in Albania; nel 1942 alla nunziatura apostolica in Spagna, dove ottenne la commenda di numero di Isabella la Cattolica. Fu nominato uditore e prelato domestico di Sua Santità, e assegnato nel 1952 alla nunziatura apostolica in Ecuador. 
Passò poi alla internunziatura di Formosa tra il 1958 e il 1960, e poi alla nunziatura in India nel 1961. Successivamente fu inviato nella Repubblica Dominicana come incaricato d'affari, quando era stato appena rovesciato il regime del dittatore Rafael Leónidas Trujillo, ucciso dai militari con un colpo di fucile. Fu proprio Antonio Del Giudice ad ospitare nella nunziatura il presidente provvisorio Joaquín Balaguer e a procurandogli un salvacondotto per l'estero mentre i rivoluzionari del consiglio civico-militare prendevano il potere. Il 18 aprile 1962 fu nominato delegato apostolico in Corea da papa Giovanni XXIII, e il seguente 29 giugno ricevette la consacrazione episcopale come arcivescovo titolare di Gerapoli di Siria dal cardinale Amleto Giovanni Cicognani. 
Il 19 agosto 1967 fu nominato pronunzio apostolico nella Repubblica Dominicana, e successivamente, il 2 dicembre 1970, nunzio in Venezuela, poi a Malta il 18 dicembre 1974, e infine in Iraq e Kuwait il 22 dicembre 1978.
Morì a Baghdad il 20 agosto 1982. Il suo corpo fu rimpatriato in Italia e sepolto nella basilica di San Mauro Abate di Casoria, dove il comune di Casoria gli ha eretto un monumento funerario.

## Genealogia episcopale e successione apostolica
La genealogia episcopale è:
- Cardinale Scipione Rebiba
- Cardinale Giulio Antonio Santori
- Cardinale Girolamo Bernerio, O.P.
- Arcivescovo Galeazzo Sanvitale
- Cardinale Ludovico Ludovisi
- Cardinale Luigi Caetani
- Cardinale Ulderico Carpegna
- Cardinale Paluzzo Paluzzi Altieri degli Albertoni
- Papa Benedetto XIII
- Papa Benedetto XIV
- Papa Clemente XIII
- Cardinale Marcantonio Colonna
- Cardinale Giacinto Sigismondo Gerdil, B.
- Cardinale Giulio Maria della Somaglia
- Cardinale Carlo Odescalchi, S.I.
- Cardinale Costantino Patrizi Naro
- Cardinale Lucido Maria Parocchi
- Papa Pio X
- Cardinale Gaetano De Lai
- Cardinale Raffaele Carlo Rossi, O.C.D.
- Cardinale Amleto Giovanni Cicognani
- Arcivescovo Antonio del Giudice

La successione apostolica è:
- Vescovo Peter Hoang Min Syeng (1965)
- Vescovo Daniel Tji Hak Soun (1965)
- Vescovo Thomas Stewart, S.S.C.M.E. (1966)
- Cardinale Stephen Kim Sou-hwan (1966)
- Vescovo Roberto Antonio Dávila Uzcátegui (1972)
- Vescovo Vicente Ramón Hernández Peña (1974)